# نورأوستلانده

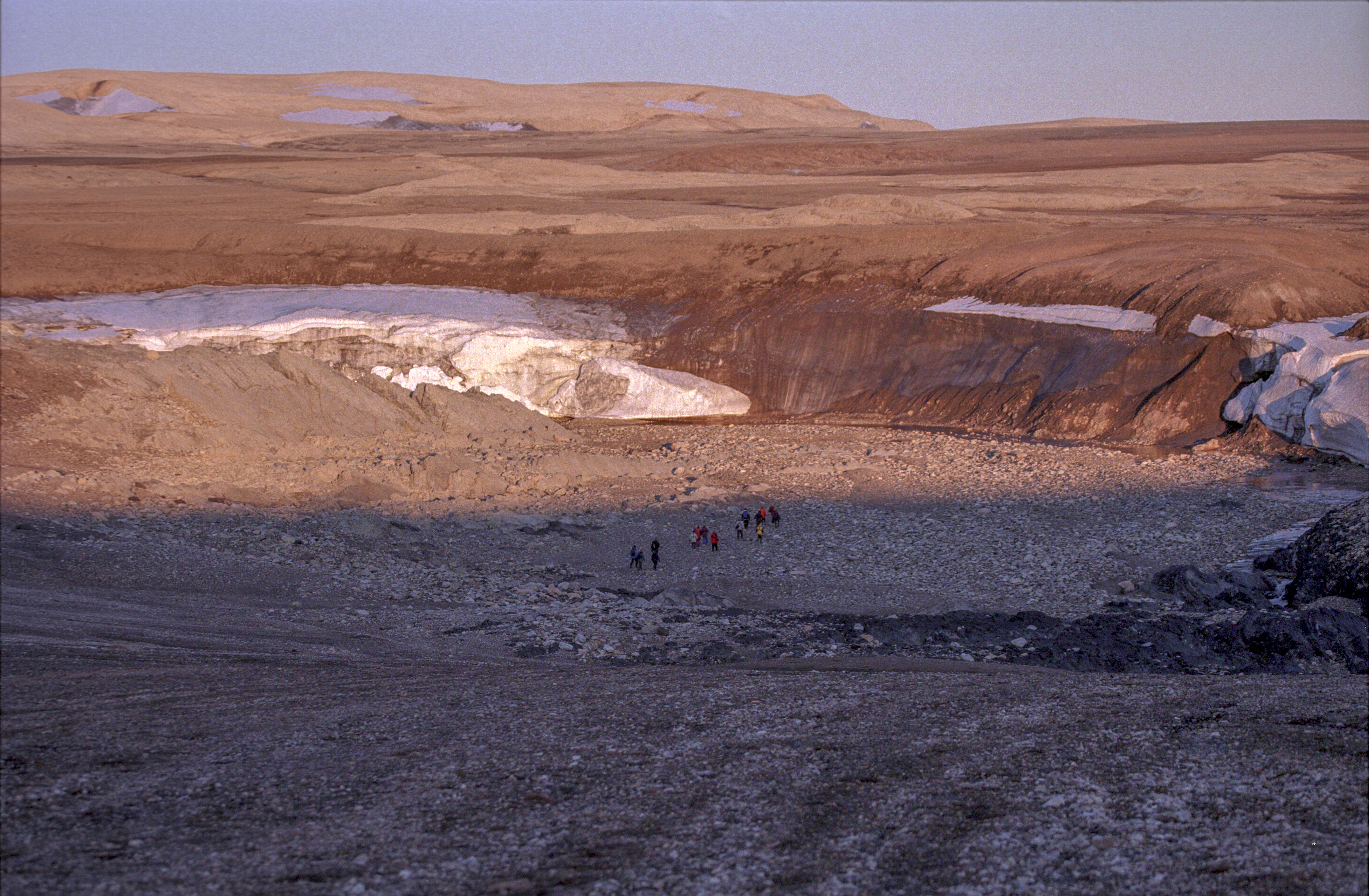
نورأوستلانده هي صحراء قطبية

نورأوستلانده (بالنرويجية: Nordaustlandet) هي ثاني أكبر جزيرة في أرخبيل سفالبارد النرويجي. تبلغ مساحتها 14,443 كيلومتر مربع (5,576 ميل مربع)، وهي غير مأهولة بالسكان.